# Andreï Kastsitsyne
Pour les articles homonymes, voir Kostitsyne.
Andreï Alehavitch Kastsitsyne - en biélorusse: Андрэй Але́гавіч Касьціцын - ou Andreï Olegovitch Kostitsyne - du russe : Андрей Олегович Костицын et en anglais : Andrei Kostitsyn - (né le 3 février 1985 à Navapolatsk en URSS) est un joueur professionnel biélorusse de hockey sur glace. 

## Biographie

### Carrière en club
Il a été repêché au 1er tour à la 10e position au cours du repêchage d'entrée dans la LNH 2003 par les Canadiens de Montréal. Il aurait pu être choisi encore plus tôt mais les équipes hésitèrent en raison  de la découverte de forts symptômes épileptiques chez lui. Andrei Kostitsyne a marqué son premier but en carrière dans la LNH le 13 décembre 2005 face aux Coyotes de Phoenix et le gardien Curtis Joseph. L'apprentissage a été long pour Andrei qui a joué sa première vraie saison en 2007-2008, car certains joueurs sélectionnés tôt au repêchage de 2003 ont déjà commencé à jouer dans la LNH la saison suivante, en 2004.
Il passe la majorité de la saison 2006-2007 aux Bulldogs de Hamilton. Il connaît une bonne saison dans la Ligue américaine de hockey avec une récolte de 52 points en 50 parties. Ses performances inciteront le Canadien à le rappeler pour le dernier droit de la saison régulière. Il récoltera 11 points en 22 parties mais ses efforts ne seront pas suffisants pour aider le Canadien à participer aux séries éliminatoires. Il remporte ensuite la Coupe Calder avec les Bulldogs.
Il commence la saison 2007-2008 avec le Canadien de Montréal. Il connaîtra un début de saison plutôt lent mais explosera lorsque son frère Siarheï se joint à l'équipe au mois de décembre. Il formera pour la majeure partie de la saison un trio avec Tomáš Plekanec et Alekseï Kovaliov, qui formeront d'ailleurs le meilleur trio du Canadien pour cette saison. Il marquera plusieurs buts spectaculaires et terminera l'année avec une récolte de 26 buts et 27 passes pour 53 points. Il est ainsi devenu le premier ailier gauche de l'équipe.
Le 27 décembre 2008, il réussit son premier tour du chapeau en carrière contre les Penguins de Pittsburgh lors d'une victoire de son équipe par la marque de 3 à 2 sur la glace des Penguins.
Le 15 mars 2011, lors d'une défaite contre les Capitals de Washington, il inscrit le 11 000e but de l'histoire des Canadiens de Montréal à domicile. But obtenu sur un tir du poignet, à 3 minutes 28 secondes de la deuxième période, d'une passe de P.K. Subban.
Le 9 juin 2011, il signe un contrat de un an avec le Canadiens de Montréal.
Le 27 février 2012, il est échangé aux Predators de Nashville en retour d'un choix de deuxième ronde en 2013 et d'un choix de cinquième ronde conditionnel en 2013 ; il rejoint ainsi son frère Siarheï.
Le 13 juillet 2015, il décide de rester dans la KHL pour deux saisons supplémentaires avec le Torpedo Nijni Novgorod.

### Carrière internationale
Il représente l'équipe nationale de Biélorussie. En février 2010, il est sélectionné pour les Jeux olympiques de Vancouver mais déclare forfait pour cause de blessure.

## Trophées et honneurs personnels

### Ligue américaine de hockey
- 2007 : sélectionné pour le Match des étoiles avec l'équipe planète/États-Unis.

### Biélorussie
- 2008 : meilleur joueur d'année.

## Statistiques

### En club
| Saison     | Équipe                  | Ligue             |     | Saison régulière | Saison régulière | Saison régulière | Saison régulière | Saison régulière | Saison régulière |    | Séries éliminatoires | Séries éliminatoires | Séries éliminatoires | Séries éliminatoires | Séries éliminatoires | Séries éliminatoires |
| Saison     | Équipe                  | Ligue             | PJ  | B                | A                | Pts              | Pun              | +/-              | PJ               | B  | A                    | Pts                  | Pun                  | +/-                  |                      |                      |
| 2000-2001  | Polimir Novapolatsk     | VEHL              | 5   | 1                | 0                | 1                | 0                | -                | -                | -  | -                    | -                    | -                    | -                    |                      |                      |
| 2001-2002  | Polimir Novapolatsk     | VEHL              | 29  | 9                | 8                | 17               | 16               | -                | -                | -  | -                    | -                    | -                    | -                    |                      |                      |
| 2001-2002  | Polimir Novapolatsk     | Ekstraliga        | 17  | 9                | 6                | 15               | 28               | -                | -                | -  | -                    | -                    | -                    | -                    |                      |                      |
| 2002-2003  | HK CSKA Moscou          | Vyschaïa Liga     | 3   | 2                | 2                | 4                | 25               | -                | -                | -  | -                    | -                    | -                    | -                    |                      |                      |
| 2002-2003  | CSKA Moscou             | Superliga         | 6   | 0                | 0                | 0                | 2                | -                | -                | -  | -                    | -                    | -                    | -                    |                      |                      |
| 2002-2003  | Khimik Voskressensk     | Vyschaïa Liga     | 2   | 1                | 1                | 2                | 0                | -                | -                | -  | -                    | -                    | -                    | -                    |                      |                      |
| 2003-2004  | CSKA Moscou             | Superliga         | 11  | 0                | 1                | 1                | 2                | -                | -                | -  | -                    | -                    | -                    | -                    |                      |                      |
| 2003-2004  | HK Iounost Minsk        | VEHL              | 1   | 0                | 1                | 1                | 0                | -                | -                | -  | -                    | -                    | -                    | -                    |                      |                      |
| 2003-2004  | HK Iounost Minsk        | Ekstraliga        | 2   | 0                | 2                | 2                | 14               | -                | 6                | 4  | 4                    | 8                    | 16                   | -                    |                      |                      |
| 2004-2005  | Bulldogs de Hamilton    | LAH               | 66  | 12               | 11               | 23               | 24               | -                | 3                | 0  | 0                    | 0                    | 0                    | -1                   |                      |                      |
| 2005-2006  | Bulldogs de Hamilton    | LAH               | 64  | 18               | 29               | 47               | 76               | -14              | -                | -  | -                    | -                    | -                    | -                    |                      |                      |
| 2005-2006  | Canadiens de Montréal   | LNH               | 12  | 2                | 1                | 3                | 2                | +1               | -                | -  | -                    | -                    | -                    | -                    |                      |                      |
| 2006-2007  | Bulldogs de Hamilton    | LAH               | 48  | 20               | 29               | 49               | 48               | +23              | -                | -  | -                    | -                    | -                    | -                    |                      |                      |
| 2006-2007  | Canadiens de Montréal   | LNH               | 22  | 1                | 10               | 11               | 6                | +3               | -                | -  | -                    | -                    | -                    | -                    |                      |                      |
| 2007-2008  | Canadiens de Montréal   | LNH               | 78  | 26               | 27               | 53               | 29               | +15              | 12               | 5  | 3                    | 8                    | 2                    | -4                   |                      |                      |
| 2008-2009  | Canadiens de Montréal   | LNH               | 74  | 23               | 18               | 41               | 50               | -7               | 4                | 1  | 0                    | 1                    | 2                    | -2                   |                      |                      |
| 2009-2010  | Canadiens de Montréal   | LNH               | 59  | 15               | 18               | 33               | 32               | +1               | 18               | 3  | 5                    | 8                    | 12                   | -1                   |                      |                      |
| 2010-2011  | Canadiens de Montréal   | LNH               | 81  | 20               | 25               | 45               | 36               | +3               | 6                | 2  | 0                    | 2                    | 6                    | 0                    |                      |                      |
| 2011-2012  | Canadiens de Montréal   | LNH               | 53  | 12               | 12               | 24               | 16               | -8               | -                | -  | -                    | -                    | -                    | -                    |                      |                      |
| 2011-2012  | Predators de Nashville  | LNH               | 19  | 4                | 8                | 12               | 7                | +10              | 8                | 3  | 1                    | 4                    | 2                    | +3                   |                      |                      |
| 2012-2013  | Traktor Tcheliabinsk    | KHL               | 44  | 13               | 8                | 21               | 82               | +13              | 23               | 3  | 6                    | 9                    | 10                   | +4                   |                      |                      |
| 2013-2014  | Traktor Tcheliabinsk    | KHL               | 53  | 13               | 18               | 31               | 30               | -8               | -                | -  | -                    | -                    | -                    | -                    |                      |                      |
| 2014-2015  | Traktor Tcheliabinsk    | KHL               | 13  | 2                | 2                | 4                | 8                | -12              | -                | -  | -                    | -                    | -                    | -                    |                      |                      |
| 2014-2015  | HK Sotchi               | KHL               | 37  | 11               | 20               | 31               | 39               | +6               | 4                | 0  | 1                    | 1                    | 0                    | -6                   |                      |                      |
| 2015-2016  | Torpedo Nijni Novgorod  | KHL               | 9   | 0                | 2                | 2                | 16               | 0                | -                | -  | -                    | -                    | -                    | -                    |                      |                      |
| 2015-2016  | HK Sotchi               | KHL               | 45  | 20               | 19               | 39               | 49               | +7               | 4                | 0  | 0                    | 0                    | 0                    | -2                   |                      |                      |
| 2016-2017  | HK Sotchi               | KHL               | 51  | 16               | 18               | 34               | 49               | +9               | -                | -  | -                    | -                    | -                    | -                    |                      |                      |
| 2017-2018  | HC Red Star Kunlun      | KHL               | 22  | 3                | 10               | 13               | 16               | -2               | -                | -  | -                    | -                    | -                    | -                    |                      |                      |
| 2018-2019  | HK Dinamo Minsk         | KHL               | 50  | 14               | 14               | 28               | 28               | +1               | -                | -  | -                    | -                    | -                    | -                    |                      |                      |
| 2019-2020  | HK Dinamo Minsk         | KHL               | 60  | 17               | 17               | 34               | 36               | -18              | -                | -  | -                    | -                    | -                    | -                    |                      |                      |
| 2020-2021  | Neftekhimik Nijnekamsk  | KHL               | 24  | 2                | 8                | 10               | 31               | -9               | -                | -  | -                    | -                    | -                    | -                    |                      |                      |
| 2020-2021  | HC Dynamo Pardubice     | Extraliga         | 12  | 1                | 6                | 7                | 39               | -5               | 8                | 4  | 4                    | 8                    | 4                    | +2                   |                      |                      |
| 2021-2022  | Manglerud Star Ishockey | Fjordkraft-ligaen | 9   | 2                | 1                | 3                | 8                | -9               | 6                | 5  | 5                    | 10                   | 8                    | +4                   |                      |                      |
| Totaux LNH | Totaux LNH              | Totaux LNH        | 398 | 103              | 119              | 222              | 181              |                  | 49               | 14 | 9                    | 23                   | 24                   |                      |                      |                      |

### Statistiques en équipe nationale
| Année | Compétition                             |   | PJ | B | A  | Pts | Pun | +/-               |  | Résultat |
| 2000  | Championnat du monde moins de 18 ans    | 6 | 0  | 0 | 0  | -13 | 0   |                   |  |          |
| 2001  | Championnat du monde moins de 18 ans D1 | 5 | 7  | 7 | 14 | 8   | +1  |                   |  |          |
| 2001  | Championnat du monde junior             | 6 | 0  | 0 | 0  | 2   | -3  |                   |  |          |
| 2002  | Championnat du monde moins de 18 ans    | 8 | 7  | 3 | 10 | 18  | -5  |                   |  |          |
| 2002  | Championnat du monde junior             | 6 | 3  | 0 | 3  | 0   | -5  |                   |  |          |
| 2003  | Championnat du monde moins de 18 ans    | 6 | 6  | 9 | 15 | 28  | -3  |                   |  |          |
| 2003  | Championnat du monde junior             | 6 | 2  | 1 | 3  | 0   | -9  |                   |  |          |
| 2003  | Championnat du monde                    | 2 | 1  | 0 | 1  | 2   | -2  |                   |  |          |
| 2004  | Championnat du monde junior D1          | 5 | 5  | 5 | 10 | 12  | +5  | 1er du groupe B   |  |          |
| 2004  | Championnat du monde D1                 | 5 | 3  | 3 | 6  | 0   | +4  |                   |  |          |
| 2005  | Championnat du monde junior             | 5 | 1  | 4 | 5  | 6   | -1  |                   |  |          |
| 2005  | Championnat du monde                    | 6 | 0  | 0 | 0  | 4   | -2  |                   |  |          |
| 2006  | Championnat du monde                    | 6 | 1  | 4 | 5  | 6   | +1  | Sixième place     |  |          |
| 2008  | Championnat du monde                    | 5 | 2  | 1 | 3  | 18  | 0   | Neuvième place    |  |          |
| 2011  | Championnat du monde                    | 5 | 3  | 4 | 7  | 4   | 0   | Quatorzième place |  |          |
| 2012  | Championnat du monde                    | 3 | 0  | 2 | 2  | 27  | -3  | Quatorzième place |  |          |

## Vie personnelle
Il est marié à Tastiana et a une fille Valeria. Son frère Sergueï Kostitsyne a lui aussi été repêché par les Canadiens de Montréal (7e tour, 200e position en 2005).